# Hrabstwo Garrett

Piramida wieku hrabstwa

Hrabstwo Garrett (ang. Garrett County) to hrabstwo w zachodniej części amerykańskiego stanu Maryland. Hrabstwo zajmuje powierzchnię całkowitą 1 698,77 km² i według szacunków US Census Bureau w roku 2006 miało 29 859 mieszkańców. Siedzibą hrabstwa jest miejscowość Oakland.

## Historia
Hrabstwo Garrett jest ostatnim hrabstwem jakie zostało utworzone w stanie Maryland. Powstało w roku 1872 z części hrabstwa Allegany. Nazwa hrabstwa pochodzi od nazwiska Johna Work Garretta, amerykańskiego przedsiębiorcy i finansisty.

## Geografia
Całkowita powierzchnia hrabstwa Garrett wynosi 1 698,77 km², z czego 1 678,21 km² stanowi powierzchnia lądowa, a 20,56 km² (1,2%) powierzchnia wodna. Najwyższym punktem w hrabstwie Garrett jest wierzchołek Hoye Crest na górze Backbone Mountain o wysokości 1 024 m n.p.m., który jest również najwyżej położonym punktem w stanie Maryland. Najniżej położony punkt ma wysokość 293 m n.p.m. i znajduje się na rzece Potomak w pobliżu miejscowości Bloomington.
W hrabstwie Garrett znajduje się sześć parków stanowych: Big Run, Casselman River Bridge, Deep Creek Lake, Herrington Manor, New Germany i Swallow Falls.

### Miasta
- Accident
- Deer Park
- Friendsville
- Grantsville
- Kitzmiller
- Loch Lynn Heights
- Mountain Lake Park
- Oakland

### CDP
- Bloomington
- Crellin
- Finzel
- Gorman
- Hutton
- Jennings
- Swanton

## Demografia
Według szacunków US Census Bureau w roku 2006 hrabstwo Garrett miało 29 859 mieszkańców.